# Rio Gologanu
O Rio Gologanu é um rio da Romênia, afluente do Gerului, localizado no distrito de Galaţi.